# Phượng Liên
Phượng Liên (tên khai sinh: Lữ Phụng Liên, sinh ngày 14 tháng 7 năm 1947) là một nữ nghệ sĩ gạo cội của nền nghệ thuật sân khấu cải lương miền Nam từ trước năm 1975 (cùng thời với Minh Phụng, Mỹ Châu, Lệ Thủy, Minh Vương, Tấn Tài, Minh Cảnh,...). Tấn Tài, Phượng Liên và Mỹ Châu được đánh giá là ba nghệ sĩ có số lượng băng đĩa được phát hành nhiều nhất với mức cát xê cao ngất ngưỡng thời đó.

## Tiểu sử
Cha của Phượng Liên không thích nghề ca hát (ca nhạc lẫn cải lương) vì bị tư tưởng "xướng ca vô loài" áp đặt, đồng thời ông từng đi lính vào thời Pháp nên khi Phượng Liên chưa đầy 2 tháng tuổi thì cha của cô tử trận. Bên cạnh việc học hành, cô lại rất đam mê ca hát nhưng lại ca tân nhạc. 
Năm 1960, cô tham gia vào ban văn nghệ Tây Đô cùng với nghệ sĩ Mộng Tuyền (Kim Loan) và chỉ hát tân nhạc. Dù khởi đầu bên lĩnh vực tân nhạc, nhưng Phượng Liên lại rất mê hát cải lương tuy không biết gì về nhịp điệu, chỉ nghe theo và hát trên nền nhạc thâu đĩa của các thế hệ nghệ sĩ cải lương đi trước như: Thanh Hương, Thành Được, Út Bạch Lan, Thanh Nga,... vào mỗi buổi sáng ở quán cà phê nhỏ ở cạnh nhà phát ra. Thế rồi một hôm, đang nô giỡn trên đường cùng bè bạn, Phượng Liên đã ngẫu hứng ngâm vài câu vọng cổ trong vở tuồng Người vợ không bao giờ cưới của soạn giả Kiên Giang, thế là được Nghệ sĩ Phước Hậu phát hiện và nhất quyết theo đuổi tới tận nhà, xin mẹ của cô để anh có thể dạy cho Phượng Liên hát vọng cổ. Từ đó, Phượng Liên trở nên say mê vọng cổ, học rất mau lẹ, tập đóng vài vai đào con. Do nhịp ban đầu của cô còn yếu nên Phước Hậu phải lấy tay vỗ nhịp sau lưng cho Phượng Liên.
Năm 1961, cô cùng với bà Mười Cơ (vừa là quản lí cho đoàn hát Kiên Giang, vừa là bạn thân của mẹ mình), bà đưa Phượng Liên gia nhập vào đoàn Kiên Giang, sau đó là đoàn Tinh Hoa (do bà Mười Cơ thành lập). Thời gian đầu khá khó khăn, Phượng Liên chưa được hát mà chỉ ngồi bán vé và múa mở màn hay đóng những vai nhỏ, có khi người trong đoàn bị bệnh hay bận không diễn được thì cô mới thế vai rồi sau đó trở lại nhiệm vụ cũ. Sau một thời gian, cô rời đoàn Tinh Hoa, ban đầu có ý định quay trở lại con đường học tập nhưng không thành. Lúc này, ông 7 Cao (chủ đoàn Hoa Sen) muốn ký hợp đồng với cô với mức lương 10 ngàn đồng (thời đó) nhưng Phượng Liên không đồng ý đi hát cho đoàn của ông.
Năm 1963, đoàn Tuấn Kiệt mới vừa thành lập, bầu Tuấn Kiệt có nhã ý mời và ký hợp đồng với Phượng Liên cùng với Kim Ngọc và Phương Quang, Phượng Liên được làm đào chánh và được báo chí Sài Gòn thời đó hết lời khen ngợi về một đoàn hát mới ra mắt cùng nhiều nghệ sĩ trẻ tài năng và có nhiều triển vọng. Cũng trong năm này, cô được Hãng dĩa Tứ Hải mời thu âm. Với bài vọng cổ đầu tiên Sao rụng giữa thiên hà (Viễn Châu), gây ấn tượng mạnh trong lòng công chúng.
Năm 1964, cô được mời về đoàn Kim Chưởng làm đào chánh. Ngay lúc này, được sự chỉ bảo nghiêm khắc của bà bầu Kim Chưởng, Phượng Liên đã được rèn dũa từ cách ca, cách diễn xuất từng li từng tí. Cũng từ đoàn Kim Chưởng, cô đã nổi danh qua các vở: Quỷ bão, Mùa trăng nhiều nước mắt (với Dũng Thanh Lâm), Người nhạn trắng (với Phương Quang), Song long thần chưởng,… như hiện tượng của sân khấu thời đó, cô lập tức sánh ngang với Thanh Nga, Mỹ Châu, Lệ Thủy,...
Cho đến năm 1966, cùng với Phương Quang, Phượng Liên đoạt Huy chương Vàng triển vọng giải Thanh Tâm, đây là bước tiến giúp Phượng Liên khẳng định tên tuổi và tài năng của mình đến với công chúng.
Dù thành công rực rỡ trong sự nghiệp nhưng cô không hề bị vùi chôn trong danh vọng mà ngày càng tỏa sáng qua các đoàn hát nổi tiếng thời đó như: Dạ Lý Hương, Bạch Tuyết - Hùng Cường, Thái Dương, Việt Nam - Minh Vương,... với các vai trong các vở: Lấy chồng xứ lạ, Đời là một chữ T, Đời cô Hạnh, Người chồng triệu phú, Hẹn một mùa xuân,... Trên sân khấu Dạ Lý Hương, cô hợp cùng Ngọc Giàu, Bạch Tuyết tạo thành bộ ba đào chánh nổi tiếng và ăn khách lúc bấy giờ.
Đặc biệt trong việc thu âm băng đĩa vào thập niên 70, Phượng Liên thời đó cùng với Mỹ Châu, được đánh giá là "2 bà hoàng" của các hãng băng đĩa, cùng với Tấn Tài, có nhiều băng đĩa thu âm của Phượng Liên đã phát hành từ đó cho đến tận bây giờ. Các vở tuồng được cô thu vào băng đĩa như: Lấy chồng xứ lạ, Đời cô Hạnh, Người phu khiêng kiệu cưới, Manh áo quê nghèo, Hẹn một mùa xuân,... Đều được giới mộ điệu đón nhận nồng nhiệt, khiến cô trở thành một trong những giọng ca nữ trụ cột của Dĩa Hát Việt Nam do bà Sáu Liên điều hành đang trên đà phát triển mạnh.
Sau năm 1975, Phượng Liên được mời về đoàn Thanh Minh – Thanh Nga để thế những vai diễn của Thanh Nga sau khi Thanh Nga qua đời như: Sân khấu về khuya, Nửa đời hương phấn, Tiếng trống mê linh, Bên cầu dệt lụa,... dù là diễn lại nhưng các phiên bản do Phượng Liên thể hiện không hề bị mang ra so sánh với Thanh Nga. Theo quan điểm trong nghề thì mỗi người mỗi vẻ, 10 phân vẹn 10,... và đặc biệt là vai The/Hương trong vở tuồng kinh điển Nửa đời hương phấn được xem là vai diễn để đời của Phượng Liên.
Thời gian sau, Phượng Liên rời đoàn Thanh Minh – Thanh Nga và gia nhập đoàn Trần Hữu Trang, tại đây cô lại được tỏa sáng với các vai diễn trong: Chuyện cổ Bát Tràng, Nỗi oan Thị Kính, Qua cầu đắng cay, Kim Vân Kiều (vai Thúy Vân), Người ven đô, Mạnh Lệ Quân, Phụng Nghi Đình,...

## Cuộc sống gia đình
Năm 1964, Phượng Liên kết hôn cùng với NSND Diệp Lang, họ có 2 người con (1 trai và 1 gái). Đến năm 1966, khi con gái chưa đầy 2 tháng tuổi, cuộc hôn nhân rạn nứt. Sau khi chia tay, 2 người đều có ý định muốn quay lại với nhau nhưng không thành.
Đến năm 1974, Phượng Liên làm quen với Đại tá Nguyễn Đình Vinh trong một dịp ông đi xem vở cải lương mà Phượng Liên đang diễn cho đoàn Bạch Tuyết - Hùng Cường. Cho đến năm 1988, cả 2 mới tiến đến hôn nhân sau 13 năm chồng cô đi cải tạo. Đến năm 1993, Phượng Liên cùng chồng sang định cư tại California (Hoa Kỳ) theo diện HO. Hiện tại, cô cùng chồng đang sống trong căn nhà gần Thương xá Phước Lộc Thọ.

## Hoạt động nghệ thuật trên xứ người
Ở hải ngoại, Phượng Liên cùng nhiều nghệ sĩ của nhiều thế hệ đã tổ chức thành công những chương trình kỷ niệm như 45 năm (2005), 50 năm nghệ thuật (2010) của mình và đặc biệt là chương trình "Nửa thế kỷ huyền sử bài tân cổ giao duyên" (Tên chủ đề chương trình do nghệ sĩ Chí Tâm đặt ra), Phượng Liên cùng với Mai Thế Hiệp hợp tác với nhau tổ chức một liveshow nhằm vinh danh soạn giả Viễn Châu cùng các tác phẩm của ông đã đưa tên tuổi những nghệ sĩ cải lương thành danh và được công chúng nhớ đến trong suốt mấy mươi năm qua. Chương trình đã được khán giả khắp nơi ủng hộ nồng nhiệt. Ngoài ra, Phượng Liên cũng được tham gia rất nhiều chương trình từ lúc bước chân lên đất Mỹ của bà bầu Thúy Uyển, Hương Sỹ Nhân, Asia, Thúy Nga,... và được khán giả nhắc đến là "Người giữ lửa cải lương trên đất Mỹ".
Hiện tại, Phượng Liên cùng với NS Tuấn Châu, Ngọc Đáng, Cẩm Thu và Phillip Nam phụ trách chương trình Cổ nhạc phương Nam (sau khi NS Văn Chung mất) trên kênh truyền SBTN vào mỗi tối thứ hai hàng tuần nhằm bảo tồn bộ môn nghệ thuật cải lương.

## Giải thưởng tiêu biểu
- Huy chương Vàng triển vọng Giải Thanh Tâm (vở Song long thần chưởng, Mùa trăng nhiều nước mắt và Quỷ bão) (năm 1966). Cùng đợt với Nghệ sĩ Phương Quang.

## Các vai diễn nổi bật

### Cải lương
- Đời cô Hạnh (vai Hạnh)
- Đêm lạnh chùa hoang (vai Vương Bích Tuyền)
- Hẹn một mùa xuân (vai Kiều Yến Xuân)
- Hàn Mặc Tử (vai Mộng Cầm)
- Lấy chồng xứ lạ (vai Liễu)
- Mùa thu trên Bạch Mã Sơn (vai Chu Mộng Thúy)
- Mùa trăng nhiều nước mắt (vai Túy Lữ Lam Kiều)
- Manh áo quê nghèo (vai Phượng Anh)
- Người phu khiêng kiệu cưới (vai Cát Mộng Thiên Lan)
- Nửa bản tình ca (vai Kiều Phi Yến)
- Nửa đời hương phấn (vai The/Hương)
- Quỷ bão (vai Đông Phương Huệ)
- Sân khấu về khuya (vai Giáng Hương)
- Song long thần chưởng (vai Quách Phù)
- Tâm sự loài chim biển (vai Diệp Thúy Oanh)
- Tuyệt tình ca (vai Lê Thị Trường An)
- Xin một lần yêu nhau (vai Hạ Cơ)

### Tân cổ giao duyên
- Áo cưới màu hoa cà (Nhạc: Hùng Linh; lời vọng cổ: Loan Thảo)
- Bà mẹ quê (Tân nhạc: Phạm Duy; cổ nhạc: Loan Thảo)
- Chiều (Tân nhạc: Dương Thiệu Tước; cổ nhạc: NSƯT Thanh Vũ)
- Chút tình Dạ cổ hoài lang (Tác giả: NSND Viễn Châu)
- Chuyến đi về sáng (Tân nhạc: Mạnh Phát; cổ nhạc: Yên Lang)
- Chuyện một cây cầu đã gãy (Tân nhạc: Trầm Tử Thiêng; cổ nhạc: Thế Châu)
- Cho xin sống lại (Tân nhạc: Hoài Linh; cổ nhạc: Loan Thảo)
- Chuyến xe lam chiều (Tân nhạc: Vinh Sử; cổ nhạc: NSND Viễn Châu)
- Cô lái đò (Tân nhạc: Nguyễn Đình Phúc; cổ nhạc: NSND Viễn Châu)
- Có thế thôi (Tân nhạc: Thông Đạt; cổ nhạc: Loan Thảo)
- Con đường mang tên em (Tân nhạc: Trúc Phương; cổ nhạc: Loan Thảo)
- Con gái của mẹ (Tân nhạc: Giao Tiên; cổ nhạc: Loan Thảo)
- Còn thương góc bếp chái hè (Tân nhạc: NSƯT Bắc Sơn; cổ nhạc: NSND Viễn Châu)
- Đêm đông (Tân nhạc: Nguyễn Văn Thương; cổ nhạc: Loan Thảo)
- Đổi thay (Tác giả: Dạ Quang)
- Đêm mưa cuối mùa (Tân nhạc: Hồng Vân; cổ nhạc: Yên Sơn)
- Đêm tâm sự (Tân nhạc: Trúc Phương; cổ nhạc: NSND Viễn Châu)
- Dư âm (Tân nhạc: Nguyễn Văn Tý; cổ nhạc: Quy Sắc)
- Gõ cửa (Tân nhạc: Mạnh Quỳnh; cổ nhạc: Loan Thảo)
- Hãy quên nhau (Tân nhạc: Phương Kim; cổ nhạc: Loan Thảo)
- Hoa bất diệt (Tác giả: NS Chí Tâm)
- Hoa mua trắng (Tác giả: Ngự Bình)
- Kẻ ở miền xa (Tân nhạc: Trúc Phương; cổ nhạc: Loan Thảo)
- Khung trời kỷ niệm (Tân nhạc: Chế Linh; cổ nhạc: Loan Thảo)
- Kiếp cầm ca (Tân nhạc: Huỳnh Anh; cổ nhạc: NSND Viễn Châu)
- Lá bàng rơi (Tác giả: NSND Viễn Châu)
- Lòng mẹ (Tân nhạc: Y Vân; cổ nhạc: Loan Thảo)
- Luật sư nhà sư (Tác giả: NSND Viễn Châu)
- Lương Sơn Bá Chúc Anh Đài (Tác giả: NSND Viễn Châu – Thể Hà Vân)
- Mật đắng (Tác giả: Thế Châu)
- Mùa hoa anh đào (Tân nhạc: Thanh Sơn; cổ nhạc: NSND Viễn Châu)
- Mỹ Tho mùa trăng bến hẹn (Tác giả: Trọng Nguyễn)
- Người bạn tình xưa (Tân nhạc: Anh Việt Thu; cổ nhạc: Loan Thảo)
- Người mang tâm sự (Tân nhạc: Như Phy; cổ nhạc: Thế Châu)
- Nhạt nắng (Tân nhạc: Y Vân – Xuân Lôi; cổ nhạc: Loan Thảo)
- Nhớ kẻ phụ tình
- Nhớ người ra đi (Tân nhạc: Phạm Duy; cổ nhạc: Loan Thảo)
- Nhớ nhau hoài (Tân nhạc: Anh Việt Thu; cổ nhạc: Loan Thảo)
- Nỗi buồn đêm đông (Tân nhạc: Anh Minh; cổ nhạc: Loan Thảo)
- Nửa đêm ngoài phố (Tân nhạc: Trúc Phương; cổ nhạc: Loan Thảo)
- Nước mắt quê hương (Tân nhạc: Châu Kỳ – Hồ Đình Phương; cổ nhạc: Loan Thảo)
- Ông Trượng và Tiên Bửu (Tác giả: NSND Viễn Châu)
- Phút cuối (Tân nhạc: Lam Phương; cổ nhạc: Loan Thảo)
- Phận bạc (Tân nhạc: Dzoãn Bình; cổ nhạc: Yên Ba)
- Rồi 20 năm sau (Tác giả: Trầm Tử Thiêng; cổ nhạc: Yên Trang)
- Rừng lá thấp (Tân nhạc: Trần Thiện Thanh; cổ nhạc: Loan Thảo)
- Sao rụng giữa thiên hà (Tác giả: NSND Viễn Châu)
- Sao không thấy anh về (Tân nhạc: Duy Khánh; Cổ nhạc: Mai Thanh Phượng)
- Tâm sự Mộng Cầm (Tác giả: NSND Viễn Châu)
- Tàu đêm năm cũ (Tân nhạc: Trúc Phương; cổ nhạc: NSND Viễn Châu)
- Tình nghèo (Tân nhạc: Phạm Duy; cổ nhạc: NSND Viễn Châu)
- Tình thắm duyên quê (Tân nhạc: Trúc Phương; cổ nhạc: Loan Thảo)
- Tình yêu cách biệt (Tân nhạc: Chế Linh; cổ nhạc: Loan Thảo)
- Trong cuộc tình sầu (Tân nhạc: Anh Việt Thu – Phạm Lê Phan; cổ nhạc: Thế Châu)
- Tưởng lại người xưa (Tân nhạc: Hồng Vân; cổ nhạc: Yên Sơn)
- Tuổi mộng không tròn
- Vòng tay nào cho em (Tân nhạc: Hoàng Lê Vũ; cổ nhạc: Loan Thảo)
- Xa vắng (Tân nhạc: Y Vân; cổ nhạc: Loan Thảo)
- Xin trả tôi về (Tân nhạc: Mặc Thế Nhân; cổ nhạc: Loan Thảo)
- Xuân này con không về (Nhạc: Trịnh Lâm Ngân; lời vọng cổ: Loan Thảo)

## Các tiết mục biểu diễn trên sân khấu hải ngoại

### Trung tâm Thúy Nga

#### Sân khấu Paris By Night
| STT | Tiết mục                                                                                             | Thể hiện với                                                            | Chương trình       | Năm  |
| --- | --- | ----------------------------------------------------------------------- | ------------------ | ---- |
| 1   | Trích Đoạn Cải Lương "Tuyệt Tình Ca"                                                                 | Thành Được                                                              | Paris By Night 52  | 1999 |
| 2   | Tân cổ giao duyên "Con Gái Của Mẹ" (Giao Tiên, Loan Thảo)                                            | Phi Nhung                                                               | Paris By Night 56  | 2000 |
| 3   | Vở Cải Lương "Gia Tài Của Mẹ"                                                                        | Văn Chung, Chí Tâm, Calvin Hiệp, Ngọc Đan Tâm, Hương Thủy, Đoàn Thy,... | Trung Tâm Thuý Nga | 2005 |
| 4   | Trích Đoạn Cải Lương Giao Duyên "Duyên Kiếp Cầm Ca" (Huỳnh Anh, Viễn Châu, Mặc Linh, Võ Thanh Phong) | Phi Nhung                                                               | Paris By Night 94  | 2008 |

#### Thúy Nga Music Box
| STT | Tiết mục                                                        | Thể hiện với                                   | Chương trình           | Năm  |
| --- | --------------------------------------------------------------- | ---------------------------------------------- | ---------------------- | ---- |
| 1   | Bà Mẹ Quê (Tân nhạc: Phạm Duy, Vọng cổ: Loan Thảo)              | Kim Tiểu Long                                  | Thúy Nga Music Box #55 | 2024 |
| 2   | Chút Tình Dạ Cổ Hoài Lang (Viễn Châu)                           | Linh Tâm                                       | Thúy Nga Music Box #55 | 2024 |
| 3   | Tình Thắm Duyên Quê (Tân nhạc: Trúc Phương, Vọng cổ: Viễn Châu) | Hương Lan, Linh Tâm, Hương Thủy, Kim Tiểu Long | Thúy Nga Music Box #55 | 2024 |

### Trung tâm Asia
| STT | Tiết mục                                                        | Thể hiện với                              | Chương trình | Năm  |
| --- | --------------------------------------------------------------- | ----------------------------------------- | ------------ | ---- |
| 1   | Hoa Mộc Lan                                                     | Hà Phương, Văn Chung, Đoàn Thy, Quốc Tuấn | Asia 41      | 2003 |
| 2   | Trích Đoạn Cải Lương "Tấm lòng của biển" (Hà Triều, Hoa Phượng) | Ngọc Huyền                                | Asia 72      | 2013 |